# 佩拉莱斯-德尔普埃托
佩拉莱斯-德尔普埃托（西班牙語：Perales del Puerto），是西班牙埃斯特雷马杜拉卡塞雷斯省的一个市镇。总面积36平方公里，总人口1005人（2001年），人口密度28人/平方公里。